# Peder Mathsson i Mollösund
Peder "Per" Mathsson i Mollösund, även kallad Pär Madzen med flera variationer, död 27 januari 1672 på Sötången, var en svensk man som åtalades för häxeri under det stora oväsendet. 
Han var son till Malin på Härön, som hade avlidit anklagad för trolldom, och anklagades själv för att ha framkallat vind genom att blåsa i en pipa, så han skulle slippa ro. Han utsattes för vattenprovet och erkände sig skyldig efter att ha misslyckats med provet.

## Biografi

### Bakgrund
Per var son till Malin på Härön. Hans mor anklagades för häxeri under häxprocessen på Marstrand och avled 1669 på Marstrands fästning under förhör med tortyr. 
Han angavs för trolldom av Börta Crämars, Giertru Corporals, Iver i Staxäng och Elin i Staxäng. 
Börta Crämars angav Malin på Herrön, Per Larsson, Per Mattsson, Gertrud Corporals och Anna Persdotter för att ha varit ombord — i djurgestalt — på Tomas Anderssons fiskeskuta och samarbetat i att sänka den med hjälp av trolldom.
Han anklagades för att vara en "trollkarl" som hade framkallat segelvind på havet genom att blåsa i en trollpipa: 
"för 15 eller 16 år sedan brukat trolldom med en pipa, däruti han förmedelst Satan konst haver 3 gånger blåst vind".
Börta Crämars uppgav att han hade deltagit i häxsabbaterna med de andra häxorna och trollkarlarna, och att han förmodligen hade fått trollpipan av sin nu avlidna mor, som säkert var den som hade lärt upp honom i trolldom. 
När Gertrud Corporals förhördes, uppgav hon att de först hade möts vid ett skär och sedan flugit ut till skutan: Malin i skepnad av en korp, Per Larsson som en kråka, Börta Crämars som en skata, Per Mathsson som en ärla, och Giertrud själv som en kaja (hon glömde dock vad Anna Perdotter förvandlats till); på skutan hade de återtagit mänsklig gestalt varpå Malin brutit av masterna, och Per Larsson tagit i rodret.
Nämnde påpekade att Tomas Anderssons skuta hade förlist när Per Mathsson bevisligen varit på Johan Jacobssons fiskeskuta och alltså inte kunde vara på två platser samtidigt, och varnade Gertrud för att vittna falskt; när Gertrud insisterade, medgav dock rätten att "Denne Per Mathsson är Malins på Härrön son".

### Rättegång
Han tillhörde dem som ställdes inför rätta under trolldomskommissionens rannsakning i Mollösund 1669. Han förhördes ännu en gång av trolldomskommissionen i juni-juli 1671. 
Mathsson medgav att han hade en pipa, men nekade till att han hade framkallat vind med den. Han nekade till att ha framkallat vind med pipan på allvar, utan påstod att han som barn hade låtsats framkalla vind med en vanlig pipa, och att de andra barnen hade tagit honom på orden när en vid strax därefter faktiskt blåste upp:  
"Därtill han svarade sig vara uti ingen ting skyldig till sådan gärning, utan alldeles oskyldig. Och hade Jesum Christum uti sitt sinne, och de som honom utlagt hade ljugit på honom. Till den pipan, som honom förehölls, att han hade brukat till att få vind i seglen, svarade han intet vara sant. Utan sade sig hava varit uti en båt, med Michel Larsson i Mollösund och några andra barn. Där hade han tagit en vanlig tobakspipa, fyllt den med tobak och druckit den uti, och därmed sagt, att de finge väl vind. Och efter att så hände, ville barnen skylla honom och hans pipa därför. Varför han kastade pipan i sjön. Och kan det ofta hända, att vinden blåser upp om dagen. Läggandes här till många fåfänga och osannfärdiga ord som alls icke är värda att anteckna."
Han bad rätten att få undergå vattenprovet för att bevisa sin oskuld: "Flöte han då, ville han vara självdömd, och måtte då göras med honom vad de ville."
Rätten godkände hans begäran, och han underkastades vattenprovet. Han misslyckades dock med provet, eftersom han flöt på vattnet "som en fogel": 
"Peder Mathsson desslikes, först sammanbunden och sedan lösgiven, flöt med huvudet upp och fötterna neder och kunde intet sjunka. Och ehuru desse länge voro i vattnet, isynnerhet Per Mathsson, som med all flit sökte att komma under vattnet, havandes huvudet alltjämt neder så länge han bunden var. Fingo de dock intet vatten uti sig."
Efter provet fortsatte han neka till anklagelserna. Flera personer vittnade mot honom. En gammal fiskare, Michel Larsson, uppgav att när Mathsson som barn en gång varit med i besättningen på hans fiskebåt, hade vinden stillnat och han hade bett barnen ro. Mathsson hade då sagt:  "Wij få wähl windh!" och blåst i en liten grön tobakspipa; och för varje gång han blåste, hade vinden blivit starkare. Barnen ville sedan ta pipan, men Mathsson hade då kastat den i sjön.  
Anna Olufsdotter, "Torbiörn Assmundssons kvinna i Mollösund", bekräftade att detta hade hänt för 12 år sedan. Helga Matsdotter från Mollösund bekräftade händelsen som tredje vittne. Alla var överens om att de aldrig hade sett Mathsson använda pipan för tobak. 
När Per Mathsson konfronterades med vittnesmålen, erkände han att de var sanna. Det noteras därför att han gjorde bekännelsen frivilligt, det vill säga utan tortyr. 
Han uppgav att hans mor hade gett honom pipan med orden: "Du äst lijten min Sön,-när du orkar eij roo, kan du blåsa i dhen, så får du wäll windh", och att han sedan hade mött Satan i gestalt av en svart man.  
Han bekände också att han när han fortfarande var ogift åtta år tidigare hade haft samlag med en ogift kvinna utanför äktenskapet. Han bekräftade att han kastat pipan och uppgav att han varit galen i flera veckor efteråt. 
Han uppgav att hans mor och Per Larssons hustru Kirstin ofta försökt lära honom trolldom men att han aldrig lärt sig något. Hans mor hade också tagit med sig många kvinnor, så som Per i Ellingsröds hustru Karin, Börta Peders i Mollösund med flera, bort över påsken (till Blåkulla) men att han inte följt med. Hans mor hade låtit honom dricka i Fanens namn och att han alltid skulle få vind när han blåste i pipan. Hon mötte regelbundet Satan i form av en svart kalv hon kallade Rämmen och som hon talade med, kallade sin husbonde och flög på. 
Han angav Börta Wäfwars i Mollösund och Börta Peders. Han medgav att Börta Wäfwars, under en resa till Göteborg, hade presenterat honom för en kvinna vid namn Ellika, och att de sedan flugit till möte med Satan och hem igen på bara en halvtimma, de andra på hästar och han på en käpp.

### Slutlig dom och avrättning
Den tredje trolldomskommissionen dömde 8 juli i Kungälv tio personer till döden: Per Mattsson i Mollösund, Karin Joens i Uddevalla, Ragnilla på Lyr, Helga i Pilanda, Börta Cornelius på Käringön, Ingri Jutes, Ingri Dinnes (död före avrättningen), Kerstin Svensdotter i Marstrand, Helga i Halltorp och Börta Pers i Mollösund.
Han var en av de åtta personer som den 27 januari 1672 avrättades på Sötången på Tjörn, då Malin Ruths, Pär Madzen från Mollesund, Rangnelle från Lösbo, Kjerstin Swen Sneckers, Helga i Pilanna, Börta Cornelius, Ingrid Jutes och Börta Pärs blev halshuggna och brända.
På avrättningsplatsen uppges det att Peder: "sade sig vara alldeles oskyldig och ropte högt och bad, man icke skulle låta dem vederfaras något ondt, som han hade beskyllt för trolldom, och sade, de vore oskyldiga»; att han själv var villig att dö, men när han gick till bålet "beskyllde han Börtha Wäfvars i Mollösund, att hon kom honom i den vånden om den pipa  han var beskyld för att göra väder med", och när han steg upp på bålet: "sjöng han en vers af en psalm och gick så till sin död".